# フォークダンスDE成子坂
フォークダンスDE成子坂（フォークダンス デ なるこざか）は、かつてホリプロで活動していた桶田敬太郎と村田渚で構成されていたお笑いコンビ。1989年結成。1991年3月にデビューし、1999年12月31日をもって解散。現在は共に逝去している。

## メンバー
- 桶田 敬太郎（おけだ けいたろう、1971年10月4日 - 2019年11月23日（48歳没））[1]
- 村田 渚（むらた なぎさ、1971年7月29日 - 2006年11月11日（35歳没））[1]

## 概要
三重県鈴鹿郡関町（現・亀山市）立関中学校の同級生同士で組まれたお笑いコンビ。何かするようで何もしない、わざとハズしにかかるシュールな芸風と桶田の特異な発言、村田の鋭いツッコミが特徴。略称はフォーク、フォークダンス、FDN、成子、成子坂。ちなみに成子坂とは、新宿区にある坂。
1991年にホリプロのお笑いライブに出て以降、1992年に『新しい波』（『とぶくすり』・『めちゃ×2イケてるッ!』の前身番組）に出演し、1993年11月に『高田文夫のラジオビバリー昼ズ』内にて開催された「第14回高田文夫杯争奪OWARAIゴールドラッシュ」にて優勝。1994年3月に『GAHAHAキング 爆笑王決定戦』にて2代目チャンピオンとなり（初代は爆笑問題、3代目はますだおかだ）、1994年12月には単発コント特番『成子坂定食』が放送された。当時の若手芸人としては異例のスピードで頭角を現しており、コンビとして雑誌「JUNON」に掲載されるなど女性からの人気も絶大であった。
また、後に高視聴率の人気番組となっていった『ボキャブラ天国』シリーズに1994年から1998年にかけて出演。同番組のヒットパレードのコーナーにて、短い文章を長く、長い文章は短く強引にボキャブり、意味のない言葉をオチにするというシュールなネタを得意とした。特に港のヨーコ・ヨコハマ・ヨコスカのメロディに乗せたネタは他の芸人とは一線を画し、コーナー黎明期に一世を風靡した。
1998年6月から1999年2月にかけ、新宿シアターモリエールにて単独イベント『自縛』を隔月開催し（足かけ9ヵ月で5回、全10公演）、1999年12月31日をもって解散。デビューから約8年半という短期間の活動であったが、太田光（爆笑問題）に「天才すぎて売れなかった」、上田晋也（くりぃむしちゅー）に「僕ら世代のトップランナーだったし、センセーショナルだった」と言わしめ、伊達みきお（サンドウィッチマン）から「偉大な先輩。めちゃくちゃ面白くて、めちゃくちゃ人気もあって、めちゃくちゃ格好良かった。若手時代、生であの衝撃的に面白いライブを観る事が出来たのは我々の糧になっている」と敬意を表されるなど、同世代や後進の芸人たちに広く影響を与えている。

## 来歴
桶田敬太郎が兵庫県、村田渚が大阪府より共に小学生時代の途中で三重県鈴鹿郡関町（現・亀山市）に引っ越し、小学校高学年の頃にとあるソフトボールの試合で二人は出会う。桶田曰く当時の村田は既に身長が167cmあり、剛腕ピッチャーとして名を轟かせていたという。その後、共に町立関中学校へ行き同じクラスになった事をきっかけに親しくなり、高校生時代の1989年に村田から声を掛ける形でコンビ結成。高校在学中、ホリプロのネタ見せ勉強会に観客として通い始める。
1990年、高校卒業と同時に上京。東京都品川区西小山のアパートに住み、アルバイトをしながら毎週のホリプロネタ見せ勉強会に参加するようになる。ネタ見せの開始当初はコントと漫才をやっており、「前みつ」（まえみつ）という芸名を用いていたが、同年7月には正式にコンビ名が「フォークダンスDE成子坂」となる。
1991年3月、事務所ライブ『ホリプロお笑いライブ』にて初舞台。1992年11月、『演芸ひろば』にてテレビ初出演。
1993年、『第14回高田文夫争奪杯OWARAIゴールドラッシュ』で優勝。
1994年、『GAHAHAキング 爆笑王決定戦』で2代目チャンピオンになる。また、同年より『ボキャブラ天国』シリーズにレギュラー出演。
1998年、単独イベント『自縛』を開催。約9ヵ月で5回、全10公演。「全コントが新作、または旧作のリメイク」というハードな条件だった。当時お笑いのVHS作品は販売のみが主流だったが、この『自縛』に関しては、TSUTAYAとの提携でレンタルコーナーに置かれた（未DVD化）。
しかし、その功績を生み出してくれたマネージャーが『自縛』の途中で新人に切り替えられる形で担当を離れたことによって事務所側への不満が生じ、桶田は『自縛』を最後までやり抜いたら引退しようと決意した。
1999年12月、解散を発表。末日をもって解散となり、共に所属事務所を退社。なお、解散の約半年前に『爆笑オンエアバトル』に1度だけ出場（1999年5月1日放送回）、オンエアを勝ち取っている（453KB・3位）。

## 解散後
桶田は兼ねてからお笑いと並行で活動していたロックバンド『The 3cm～』を本格的に始動し、計3枚のアルバムをリリース。その後、2004年よりかつての同僚からの後押しも機に放送作家・構成作家として、バラエティ番組を中心にテレビ・イベント・舞台・CMなどの企画・構成を手掛けるようになる。その一環として、2005年12月にはますだおかだのイベントに裏方として参加したほか、2006年4月・11月開催のますだおかだのライブ構成や、2007年には『ますおかの完パケましょう』に放送作家として携わった。また、2007年4月には三原じゅん子の歌手活動再開ライブのプロデューサーを担当。
村田はピン芸人として再出発。その傍らで2000年代初頭にコトブキツカサ（元ピテカンバブー）と共に月一で路上トークライブを開催し、また2000年10月には村田・かわのをとや（元シューティング）・西田征史（元ピテカンバブー）による演劇ユニット『鼻ギター』を結成し、2001年10月に初公演となる『鰯雲』を上演。フリーランス・オフィス★怪人社（業務提携）・ホリプロコムでの活動を経てSMA NEET Projectへ移籍し、2005年5月に松丘慎吾（元坂道コロンブス）とコンビ『鼻エンジン』を結成。そのおよそ半年後、同年のM-1グランプリにて準決勝進出を果たす。
しかしその矢先、2006年11月11日に村田がクモ膜下出血で急逝（35歳没）。村田はその翌日の11月12日、自宅でうつ伏せになり既に息を引き取った状態でマンションの管理人らによって発見されたという。桶田や当時の相方であった松丘をはじめとした多くの芸人や放送作家がその死を惜しみ、関係者らによる追悼記事が次々と寄せられた。
2007年1月8日、恵比寿アートカフェ1107にて『芸人・村田渚を偲ぶ会』が執り行われ、その時の様子は雑誌「グローバルヴィジョン」2007年3月号にて掲載された。また、2007年4月3日には『とくダネ!』のコーナー「温故知人」にて、村田の母親や相方の松丘やホリプロ時代に深く親交があった三村マサカズ（さまぁ〜ず）らのインタビューによって構成された村田の追悼企画が放送された。
2016年12月より、桶田が自身のブログにてPodcast配信『自吐』を開始。2018年10月までの約2年に渡り「周りの印象的には上昇期での”突然な水面下での解散”となっている変な名前のコンビ名、フォークダンスDE成子坂というお笑いコンビが解散に至った経緯」を語り尽した。
2018年6月20日、『ザ・発言X』にて村田に纏わる特集が放送され、同年11月11日には『村田渚13回忌LIVE』がBeach Vにて開催された。
2020年2月23日、桶田が2019年11月23日に病により死去していた事が株式会社MR（当時、桶田が取締役を務めていた会社）の公式ホームページにて公表された（48歳没）。病名は公式では現在も非公表とされているが、浦口直樹（元TBSテレビアナウンサー）によると村田の没後に大腸癌を患っており一度は完治していたものの2017年頃に再発していた事が明かされている。
2021年12月22日、『お笑い実力刃』にて「伝説の芸人 フォークダンスDE成子坂SP」が放送され、当時の貴重なエピソードやコント映像が披露された。

## 逸話
- フォークダンスDE成子坂という名前は、所属事務所ホリプロの当時の社員がロバート・デ・ニーロから取ったコンビ名にしようと試行錯誤した末、「DE（デ）」だけが残ったと言われている。しかし、実際には当時同事務所に所属していたアリtoキリギリスと同様に半ばダジャレ染みており、後に桶田が「その場の思い付きでホリプロの社員に名付けられたものだった」と自身のポッドキャスト内で語っている。本人達はこの名前を気に入っておらず改名しようと思っていたが、デビューから間もなくしてテレビで名前が売れてしまった事から変更できなかった。
- 1993年に放送されたとぶくすりの開始前、村田は番組のMCを依頼されていた。しかし、相方の桶田には声が掛からず個人としての出演オファーであった事からその誘いを断っている[25]。
- 高田文夫は早くから成子坂の才能を評価しており、桶田の没後に「成子坂といっても（今の時代）知らない人がほとんどだろうが、私が大好きなコント（をするコンビ）だった」と自身が連載するエッセイで綴った[26]。また、太田光（爆笑問題）は高田が度々「これからは桶田が天下を取る」と口にしていた場面を記憶しており、太田自身はかつて「あいつは天才すぎて売れなかった」と桶田を評した事があった[7][27]。
- 爆笑問題は、成子坂とは番組やライブで共演する機会が多かった。太田光は「誰も考えないようなこと」「言ってみれば、大竹一樹（さまぁ〜ず）が出て来た時の只者じゃないっていうあの感じ」と当初から桶田の発想に非凡さを見いだしており、「普段の会話から訳分かんない。ボケてばかりいるから会話しても続かない。だから話さなくなっちゃった」と冗談交じりで当時の様子を振り返っている。また、1995年に日本青年館ホールにて行われた若手合同ライブで成子坂と共演した際、太田が桶田に何のネタをやるか尋ねると「佐野元春さんが来てくれる」とだけ聞かされ、その日の楽屋には佐野元春の張り紙が貼られていた。いざ本番を迎えると佐野に似た全くの別人が呼び出され、村田と2人で延々と20分ほどインタビューを続けた末に観客はもちろん共演者にすら最後まで本物かそうでないか言及せず出番を終えた事があったという（実際は演目の最後にSOMEDAYを非常に下手な歌声で披露させネタばらしを仄めかす構成になっていた）。しかし、以前から佐野の大ファンであった田中裕二は公演中の口調を見てすぐさまその佐野が偽物である事を見抜いていた[28][29][30][31]。
- 三村マサカズ（さまぁ〜ず）はホリプロ時代の直属の先輩であり、村田とは互いに切磋琢磨し合う関係だった。2021年10月27日放送のお笑い実力刃にゲスト出演した際に村田のツッコミを参考にしていた事を明かしており、当時の関東ではツッコミの文化が関西ほど根付いておらず、東京育ちの三村にとって三重育ち（出生は大阪府）の村田の関西弁が新鮮だった事も影響していたという[32]。また、村田の没後に「後輩であり、ライバル」「俺はいつもお前にダメ出しされて、俺もお前をダメ出しする。弟かな」と度々メディアで振り返っている[6][33]。
- 伊集院光は、同じくホリプロ時代の直属の先輩であった。2021年12月22日放送のお笑い実力刃に出演した際に「桶田君が全く熱量を上げない。クールなまま。勝負ワードとか勝負ボケみたいなものでも、平熱のままやる。逆に村田君は凄く大きくツッコんで行ったり一旦流したりして、どれくらいの笑いが欲しいかを調整している」と成子坂のコントを分析し、続けて「（彼らの）そういったところを若手離れしているなと思って見ていた」と当時を振り返った[4][34]。
- 萩原正人（元キリングセンス）は、桶田に自身の移植体験に関する講演会の構成を担当して貰ったり一緒に江の島へ釣りに出掛けたりするなど、双方のコンビを解消してから交流する機会が増えていった[35]。また、生前の桶田と鯖釣りに行った出来事をモデルに小説『鯖がぐうと鳴いた』を執筆し、2012年に第8回新潮エンターテインメント大賞の最終候補作4篇にノミネートされている[36][37][38][39]。
- 千原せいじ（千原兄弟）は、大阪吉本時代にお笑いダンクシュートで成子坂と共演した際、既に東京でブレイクしていた成子坂が自分たちの約7倍もギャラを貰っている事を聞いて愕然としてしまい、当時ミナミに建つ家賃6万3千円のマンションに竹若元博（バッファロー吾郎）と住んでいた自身は一刻も早く東京進出したいと思ったという[40][41][42]。
- くりぃむしちゅーは、成子坂が取り上げられた2018年6月20日放送のザ・発言Xに出演した際、上田晋也は「僕ら世代のトップランナーだったし、センセーショナルだった」と語り、有田哲平は「笑いに飢えているっていうか。24時間笑いのことを考えてないといけないんだなって、凄く学ばせてもらった」とそれぞれ振り返った[6]。また、有田が2021年12月22日放送のお笑い実力刃に出演した際には「桶田君なんて二枚目だし（成子坂は）凄くアイドル的な人気があった」「僕らの世代（の芸人）って斜に構えて尖ってる時代で、噂を耳にしても『はいはい、ワーキャーの芸人かい、どうぞどうぞ一瞬で消えるんでしょ？』みたいな感じでいたんだけどネタを何本か見ていくうちに全部面白くて、最初は『作家さんが書いたのかな？』と思った」と冗談を交えつつ当時を振り返っている[43]。
- 土田晃之（元U-turn）は、桶田の没後に自身のラジオ番組で「GAHAHAキングの収録に向かう際、当時の海砂利水魚やネプチューンたちが地下鉄で通う中で桶田さんはジープに乗っていた」「一番最初に『この人、芸能人なんだな』と感じさせてくれた人」と振り返り、また「センスが凄かった。当時ドラえもんのコントをやる機会があって、自分たちを含めて全身ドラえもんの格好をしてネタを演じる芸人が多い中、成子坂はスカジャンなどのオシャレな服を着て頭に青いタオルを巻くだけで表現していた」と、当時の先進性を評した[44]。
- 古坂大魔王（元底ぬけAIR-LINE）は、2021年12月22日放送のお笑い実力刃に出演した際に「桶田さんは自分がしたいことをしたくてお笑いをやってる」「練習でやったものもその日には飽きてる。だからコントとかで先に渚さん一人に前フリさせておいて、桶田さんが舞台袖から出て来ないままネタが終わった事もあった。渚さんに『はよ来いや！』『何しとんねん！』って言われても桶田さんはずっと裏で笑ってる」と当時の様子を語り、続けて「自分がやりたいことをやって、それを渚さんが笑いに変えてくれる。渚さんがいれば何やってもOKという安心感がそこにあった」と振り返った[4][28]。
- ますだおかだは、GAHAHAキングでの共演を機に若手時代から親交があった。2013年5月6日放送の絶対笑者にコンビで出演した際に当時ライバルとして意識していた芸人にフォークダンスDE成子坂を挙げており、増田英彦は村田の没後に自身のブログで「成子坂のコントはホンマに面白かった。本番前に彼らのコントのリハーサルを客席で見ながら『俺らは漫才師で良かった。コントやってたら勝たれへんかったなぁ』と思った風景、そしてその時に彼らがどんなセットでどんなコントをしていたかを今でもハッキリ覚えている」と振り返っている[45][46]。また、増田はコンビを解散して一線を退いていた桶田に声を掛け、自身のコンビの単独ライブの余興（桶田と岡田圭右の2人で作った増田には内緒のリハーサル無しのぶっつけ本番による30分コント）を依頼する形で少しずつお笑いの世界へ引き戻すきっかけを作った[47]。
- 島根定義（元ツインカム）は、2000年代に村田と共にシアターD主催の月一開催お笑いライブ「なりあがり」のMCを担当するなど晩年にかけ交流が深く、鼻エンジンを結成する前の村田に一度だけコンビ結成の話を持ち掛けられた事があった[48]。また、後藤秀樹（元シェイクダウン）は当時ピンで活動していた村田に全く面識が無い状態でありながらコンビ結成の話を持ち掛けに大阪から東京へ足を運び、2001年に一度baseよしもとを舞台に合同ライブを行っている[49][50][51]。しかし色々と事情が重なり、結果として双方共にコンビ結成には至らなかった。
- 松田大輔（東京ダイナマイト）は、成子坂が自身にとって「僕が初めて会話したお笑い芸人。その言葉を肌で感じて、その一挙手一投足を片時も目を離さず憧れ続けた芸人」であった事を明かしている[52]。高校時代に素人として「M&M」というコンビで電波結社バババ団に出演し成子坂と合同コントや自主ライブを行っていた事があり、東京ダイナマイトの単独ライブでは成子坂のコント「刑務所」をカバーネタとして披露した事がある。また、桶田が自身の過去を振り返るPodcast企画『自吐』に松田はレギュラーゲストとして参加している。
- コトブキツカサ（元ピテカンバブー）はホリプロ時代の直属の後輩であり、自身の芸名は成子坂のネタの中で登場する名前から拝借している。「僕が（ホリプロに）入った当時、すでに成子坂はお笑いシーンで頭ひとつ抜けた雲の上の存在だった。でも多くの先輩方の中でも若手の楽屋に遊びに来てくれたり、後輩たちが行けないような飲み会に誘ってくれたり、いつも僕の話を否定せず肯定してくれるこちらに歩み寄って来てくれる人だった」と振り返り、村田とは2000年代初頭に月一で路上トークライブを行うなど晩年にかけ交流が深かった。2010年代後半から2020年代初頭にかけ、水道橋博士（元浅草キッド）が編集長を務めるWebマガジン「水道橋博士のメルマ旬報」にて『マン・オン・ザ・ムーン ～僕と村田渚の物語～』を連載し、自身の当時の貴重な記憶を記している[53]。また、自宅で急逝していた村田の第一発見者であり、その時の表情は「本当に穏やかだった」と明かしている[54][55][56]。
- ラーメンズは、学生時代の活動初期にバカルディやフォークダンスDE成子坂が好きで台本を書き起こしコントをコピーしていた事がある[57][58]。また、秋山竜次・馬場裕之（ロバート）がNSC在学時に勉強として『自縛』のVHSを見た際に山本博（ロバート）が当時別の相方と組んでいたコンビが養成所のネタ見せで披露していたネタが自縛に影響を受けた謂わばほぼパクリであった事をかつて笑い話として振り返り[59]、砂川禎一郎（夜ふかしの会）は中学時代にボキャブラブームで出会った成子坂がお笑いに夢中になるきっかけとなり[60]、高佐一慈（THE GEESE）は高校時代に当時好きだった爆笑問題・成子坂・海砂利水魚を頭の中でイメージしながら趣味でネタを作っていた事を明かし[61]、岡田康太（元なかよしビクトリーズ）はコンビ時代にホリプロコム所属となったのは以前から村田のツッコミに憧れていた事が影響しており[62]、岐部昌幸（放送作家）は学生時代に見た自縛のVHSに衝撃を受けお笑いの世界に携わりたいと思い立ったのが作家を目指す動機となった事を公言するなど[63]、後に芸人や作家を志す事となった世代に広く影響を与えている。
- サンドウィッチマンは、ホリプロに預かりで所属していた頃に手伝いとして単独ライブ『自縛』に携わり、立ち見で公演を観ていた。伊達みきおは桶田の没後に「偉大な先輩。めちゃくちゃ面白くて、めちゃくちゃ人気もあって、めちゃくちゃ格好良かった。若手時代、生であの衝撃的に面白いライブを観る事が出来たのは我々の糧になっている」と敬意を表し、また2005年のM-1グランプリ敗者復活戦に鼻エンジンとして出場していた村田と喫煙所で会った際「『サンドウィッチマンおもろなったなぁ、近々決勝行くんちゃう？』と声を掛けて貰った時は凄く励みになった」といった事を自身のブログで記している（その後、2007年のM-1グランプリで敗者復活枠として決勝に勝ち上がり優勝を飾った）[5][64]。
- 小峠英二（バイきんぐ）は、晩年の村田と接する機会が多かった。村田の没後、自身のブログで「初めて事務所のネタ見せで（鼻エンジンを）見た時、衝撃を受けた。あの人に面白いと認められたかった。俺はあの人に夢中やった」と記している。また「村田渚という芸人に出会えて、本当に良かった。これからはあの人に教えてもらったことを心に。そして少しでもあの人に近づけるよう、もっともっとやらんと。好きくらいじゃアカンわ。狂わんと」と決意を固めるきっかけとなり、その後2012年のキングオブコントで優勝を飾った[65][66]。
- たきうえ（流れ星☆）は、成子坂の二人から「たぎゅう」と呼ばれ可愛がられていた。自身が名前を尋ねられた際、緊張から早口になり「田牛」と聞き間違えられた事に由来している。また、若手時代に桶田の家に居候していた事があり、自身が初めて芸人として人前に立たせて貰えたのは桶田が当時活動していたバンド「The 3cm～」の前説だった[67][68]。
- ホロッコは当初ホリプロに預かりで所属し別々で活動していたが、『自縛』にて披露された集団コント「チューリップ商事」の稽古に参加した事をきっかけに出会い、交際・コンビ結成・入籍している[69]。
- 児島気奈（K-PRO代表）は、ライブを立ち上げて間もない頃から出演してくれた村田との出会いを機に大きな心境の変化を受けたという。飲みに行く機会があった際にはまるで自身のお笑いへかける思いを測るように居酒屋で大喜利を6時間ほどさせられたり、時には「あの日のメンバーなら500人は集客できる」「今で満足しちゃダメなの、ちゃんと分かってるよね？」「俺らが好きでそんなにお金使ってたなら、今度は俺らを使ってお金を稼がないと」と厳しくも頼りになるアドバイスを受けて行く中で、それまでは趣味の延長であったライブの主催をビジネスとして成立させたいと思うようになった事を明かしている[70]。
- 桶田は晩年、自らの死で成子坂が悲劇のコンビとして扱われてしまう事を嫌がり妻に「死んだ事は5年後に公開して欲しい」と遺言を残していたが、最終的に親交のあった近しい関係者にのみ公表される事となった。その影響からか公式発表の約1ヶ月前、有吉弘行（元猿岩石）が自身のラジオ番組内で安田和博（デンジャラス）と共に桶田の訃報に触れる場面があった[71][72]。
- 村田が鼻エンジンとしてSMA NEET Projectに在籍していた頃、同じく在籍していた酒井健太（アルコ&ピース）が当時組んでいたトリオ「ホトトギス」のネタを見てその場に居合わせていた平子祐希（アルコ&ピース）に「天才やん、こいつ」と話しかけた事があり、酒井は自身のコラムで「渚さん。あなたの一言でまだ俺お笑いやれてます」と当時の心境を振り返った事がある。また、桶田も生前自身のTwitterアカウントで「良い『間』持ってるね（二人とも）」と彼らを評した事があった[73][74][75][76][77]。
- 豊島区要町に建つ劇場「Beach V」は、村田の没後に「遺志を継いでいこう」というコンセプトから2007年に立ち上げられた（Beachは「渚」、Villageは村田の「村」に由来する）。また、世田谷区北沢に建つ多目的スペース「しもきたDAWN」は、桶田が理想のお笑いライブを目指し2017年に立ち上げた[78]。

## 出演

### テレビ
- 演芸ひろば（NHK総合、1992年11月8日）
- 新しい波（フジテレビ、1992年11月27日・1993年3月19日）
- 元旦まで感動生放送!史上最大39時間テレビ「ずっとあなたに見てほしい 年末年始は眠らない」（TBSテレビ）※コーナー「芸人の主張」に出演。
- 赤坂お笑いオールスターライブ（TBSテレビ）
- M10（テレビ朝日）
- 爆笑BOOING（関西テレビ）※1週勝ち抜き。
- うるとら7:00（日本テレビ）
- 電波結社バババ団（中京テレビ）
- 早見優のアメリカンキッズ（中京テレビ）
- GAHAHAキング 爆笑王決定戦（テレビ朝日）※2代目チャンピオン。
- お年玉スペシャル 笑う正月!ハッスルかましてよかですか!?（フジテレビ、1994年1月1日）
- GAHAHA王国（テレビ朝日）
- mew（テレビ朝日）
- LOVE ROCKS '94（中京テレビ）
- タモリのSuperボキャブラ天国（フジテレビ）※当時のキャッチフレーズは「コギャル殺し」[1]。
- ゲッパチ!UNアワー ありがとやんした!?（フジテレビ）
- 開運!なんでも鑑定団（テレビ東京、1994年4月19日）※コーナー「幻の逸品買います」にレポーターとして出演。
- BSヤングナイト・真夜中の王国（NHK BS2、1994年7月5日）※コーナー「渋谷発!お笑い宇宙計画第1部」に出演。
- 笑いがいちばん（NHK総合、1994年8月28日・11月27日）
- お笑いダンクシュート（NHK総合、1994年12月24日・1995年8月17日・12月23日・1996年3月28日）
- 成子坂定食（中京テレビ、1994年12月）※単発60分特番の冠番組。コント数本と企画物コーナーで構成された。
- 爆笑!フォークダンスDE成子坂ワールド（中京テレビ、1995年1月5日）※「電波結社バババ団」から派生した単発特番。
- タモリ倶楽部（テレビ朝日、1995年1月6日・1996年4月19日・6月14日・8月23日）
- さればでござる、ETV（NHK総合、1995年3月30日）
- TV雑貨店（フジテレビ、1995年4月9日）※連続ドラマの番宣番組。
- ユメディア号こども塾（NHK教育）
- 今田耕司のシブヤ系うらりんご（フジテレビ）
- NEWSモーニングJAM（テレビ東京）
- 芸能界大ボケだらけの天才クイズ王決定戦（フジテレビ、1996年1月6日）※桶田のみ出演。
- ユメディア号冬祭り（NHK教育、1996年3月22日）
- AHERA（テレビ朝日、1996年）
- タモリの超ボキャブラ天国（フジテレビ）※この頃からキャッチフレーズが「戦慄の不協和音」となった[1]。
- 新ボキャブラ天国（フジテレビ）
- スーパーJチャンネル（テレビ朝日）
- 64マリオスタジアム（テレビ東京）
- 欲望の食卓（日本テレビ、1996年）※様々な「食事」をテーマにしたオムニバスドラマ。桶田が「逃亡者B」に新米刑事役で出演。
- 紅白なんてブッ飛ばせそんなアナタもお祭りちゃん'96大晦日スペシャル!!（日本テレビ、1996年12月31日）
- 黄金ボキャブラ天国（フジテレビ）
- お笑い向上委員会 笑わせろ!（テレビ朝日、1997年）
- お笑い未来宣言! 笑わせてもらいまショー!（フジテレビ、1997年12月29日）
- ブレイクもの!（フジテレビ）
- 爆笑100連発! ネタにコント クイズでGO!（フジテレビ）
- 追跡!金運王国（テレビ朝日、1998年）
- はばたけ!ペンギン（TBSテレビ）
- お笑い夏祭り 超人気爆笑ライブ大集合（テレビ朝日、1998年8月）
- 新・真夜中の王国（NHK BS2、1998年11月25日）※コーナー「お笑いはキツイ商売です」に出演。
- 爆笑オンエアバトル（NHK総合、1999年5月2日）※戦績1勝0敗 最高453KB

他、多数。

### ラジオ
- 高田文夫のラジオビバリー昼ズ（ニッポン放送）※第14回高田文夫杯争奪OWARAIゴールドラッシュ優勝。
- 恋する電リクBINGO BONGO（TBSラジオ）
- 週刊爆笑フォルテシモ（TBSラジオ）
- 成子坂キック（TBSラジオ）
- 赤坂お笑いD・O・J・O（TBSラジオ）
- 木曜UP'S ねたばん（TBSラジオ）
- 宮川賢の誰なんだお前は?!（TBSラジオ、1998年5月25日）

他、多数。

### CM
- フジテレビが、いるよ。（1995年）
- カロヤン「アポジカΣ」（1995年）
- JAグループ三重「サンクスフォーユー」（1995年）

他、多数。

### 映画
- なにわポリス・ストーリー 道頓堀いてまえ警部（1997年）
- 日本極道史 野望の軍団（1999年）

## 単独公演
- フォークダンスDE成子坂LIVE Vol.1（1993年3月2日、銀座小劇場）
- フォークダンスDE成子坂LIVE Vol.2（1993年4月27日）
- フォークダンスDE成子坂LIVE Vol.3（1993年8月20日、シアターVアカサカ）
- フォークダンスDE成子坂LIVE Vol.4（不明）
- フォークダンスDE成子坂LIVE Vol.5（不明）
- フォークダンスDE成子坂LIVE Vol.6（1995年8月13日、原宿クエストホール）
- フォークダンスDE成子坂LIVE『自縛1』（1998年6月、新宿シアターモリエール）
- フォークダンスDE成子坂LIVE『自縛2』（1998年8月、新宿シアターモリエール）
- フォークダンスDE成子坂LIVE『自縛3』（1998年10月、新宿シアターモリエール）
- フォークダンスDE成子坂LIVE『自縛4』（1998年12月、新宿シアターモリエール）
- フォークダンスDE成子坂LIVE『自縛5』（1999年2月、新宿シアターモリエール）

## 作品集

### VHS
- フォークダンスDE成子坂LIVE 『自縛』
  - 1998年6月から1999年2月に新宿シアターモリエールにて隔月開催された、全5回の単独ライブを収めたVHS作品。JIC VIDEO[79]で購入可能。
  - 自縛1（1998年7月29日、TOVH-8053）
  - 自縛2（1998年9月30日、TOVH-8054）
  - 自縛3（1998年11月26日、TOVH-8055）
  - 自縛4（1999年1月27日、TOVH-8056）
  - 自縛5（1999年3月31日、TOVH-8057）
  - 自縛蔵出し（1999年5月26日、TOVH-8082）※1〜5でカットされたコント作品を収録。

### その他VHS
- ボキャブラ天国 公式ビデオ Vol.1 - 3
- ホリプロお笑いライブ 芸腕グランプリ1・2
- ギャグ・ウォーズ part2
- あなたも呼べる!!芸人82組大百科
- ビデオDEコンタクト 
  - コンタクトレンズを初めて着用する人に向け、株式会社メニコンが製作した入門ビデオ。この映像のために撮り下ろしたコントが数本収録されている。

### 参加作品
- つっぱり達の叫び（1995年、PRDS-1257）
  - つっぱり達の叫びI／つっぱり達の叫びII・いじめ編／フォークダンスDE成子坂からのメッセージ／黒い声と光／信じる（Bonus Track）
  - ビクターエンタテインメントが製作した、電波結社バババ団で企画・結成された5人組グループ『元つっぱり隊』の8センチCD。
  - 桶田が作詞で携わっており、「フォークダンスDE成子坂からのメッセージ」ではコンビで参加している。
- MiYOU（1999年4月21日、XYCA-00037）
  - 池田貴族のアルバム。桶田が「豪華コーラス隊」として作品に参加している。

### 雑誌連載
- フォークダンスDE成子坂の『腹を割って尻隠さず』
- フォークダンスDE成子坂の『石頭』
  - LOGiN（エンターブレイン）にてそれぞれ連載されていたコーナー。付録として誌面と共にCD-ROM収録によるラジオ音源が同梱されていた。